# KDE Plasma 5
KDE Plasma 5 is de opvolger van KDE Plasma 4 en werd voor het eerst uitgebracht op 15 juli 2014.
Het bevat een nieuw standaardthema, bekend als "Breeze", wat de gebruiker kan gebruiken maar ook de keuze heeft uit diverse andere thema's.
Plasma Mobile is een Plasma 5 variant voor op Linux-gebaseerde smartphones.

## Overzicht

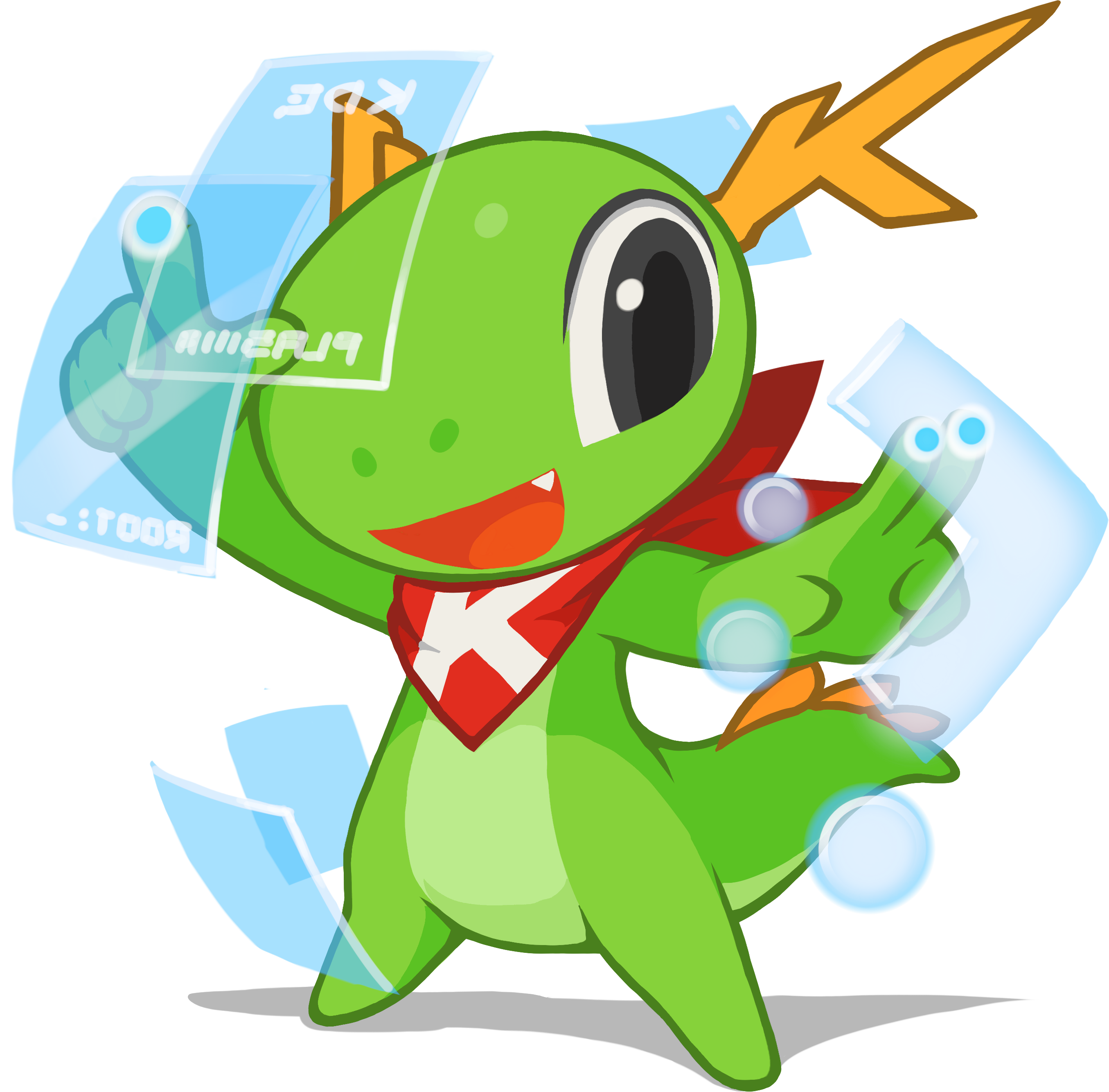
KDE's mascotte Konqi en Plasma-desktop

### Windowsystemen

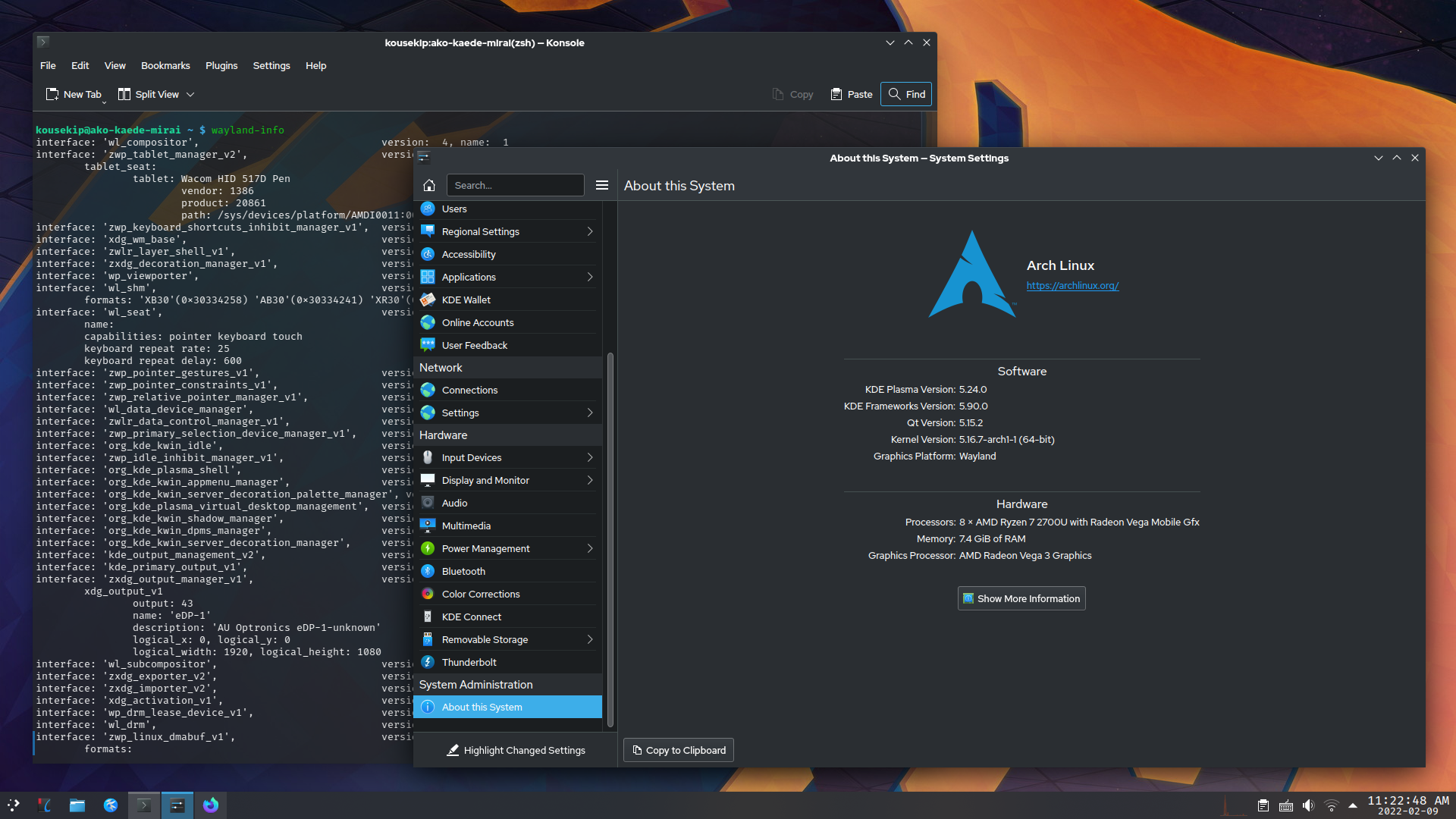
KDE Plasma 5 draait onder Wayland

KDE Plasma 5 gebruikt het X Window-systeem en Wayland.

### Ontwikkeling
KDE Plasma 5 volgt een eigen uitgavenschema, met versies van functies om de vier maanden en versies van opgeloste problemen (bugfixes) in de tussenliggende maanden.

### Gebruikersomgeving
De nieuwste Plasma 5 beschikt over de volgende gebruikersomgevingen:
- Plasma Desktop voor elk computerapparaat met muis of toetsenbord, zoals desktops of laptops
- Plasma Mobile voor smartphones [17]
- Plasma Bigscreen voor tv's en settopbo-en incl. spraakinteractie [18]
- Plasma Nano, een minimale gebruikersomgeving voor ingebedde en aanraakgevoelige apparaten,[19] zoals IoT of auto's

## Bureaubladfuncties

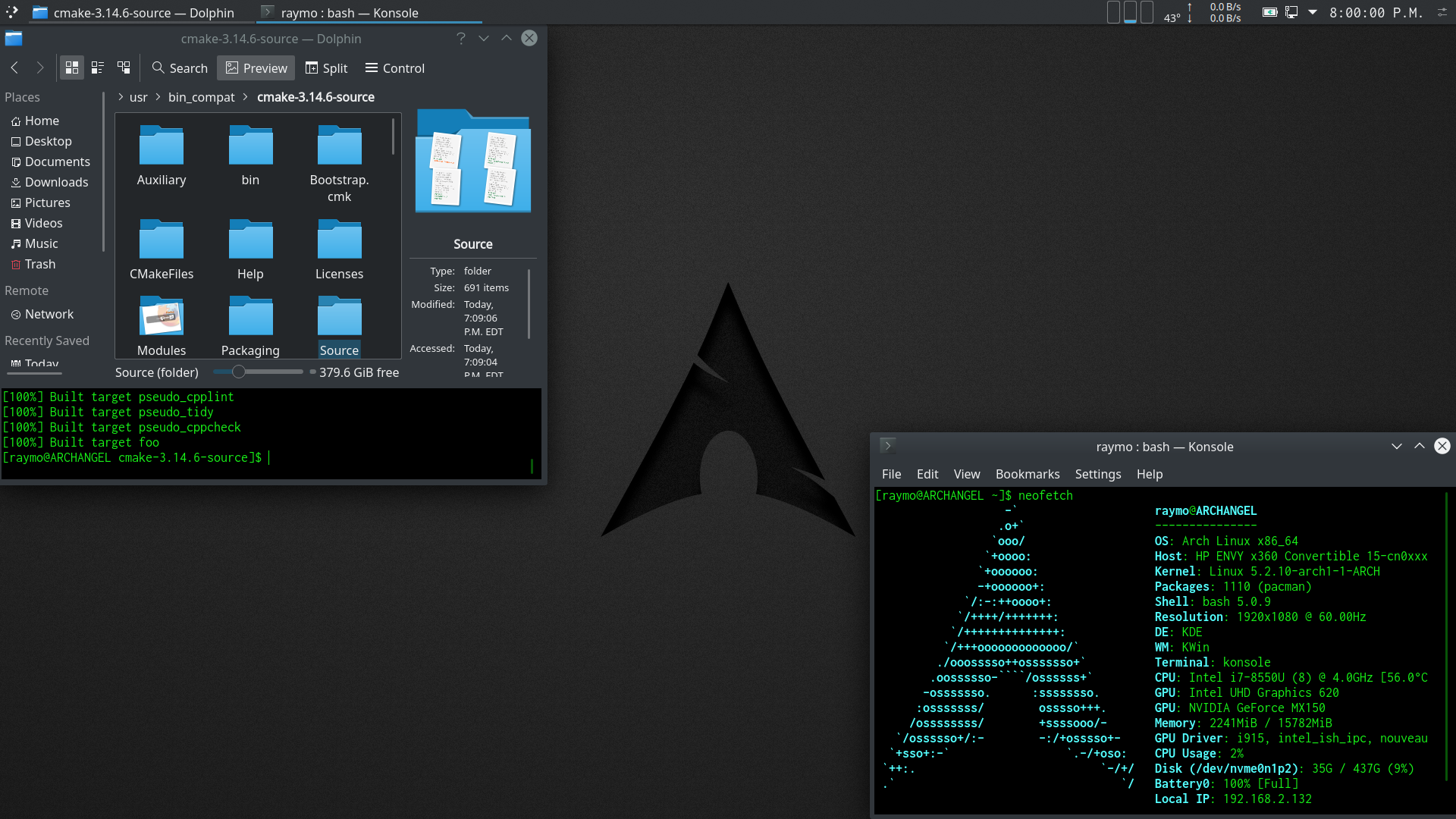
KDE Plasma met het Breeze Dark-thema, met Konsole en Dolphin, kerntoepassingen van KDE.

- KRunner, een zoekfunctie met veel beschikbare plug-ins. Naast het starten van apps, kan het bestanden en mappen vinden, websites openen, van de ene valuta of eenheid naar de andere converteren, eenvoudige wiskundige uitdrukkingen berekenen en tal van andere nuttige taken uitvoeren.[20]
- Flexibele desktop- en paneellay-outs die zijn samengesteld uit individuele widgets (ook bekend als "Plasmoids") die afzonderlijk kunnen worden geconfigureerd, verplaatst, vervangen door alternatieven of verwijderd. De lay-out van elk scherm kan afzonderlijk worden geconfigureerd. Nieuwe widgets die door anderen zijn gemaakt, kunnen binnen Plasma worden gedownload.
- Klembord met een geheugen van eerder gekopieerde stukjes tekst die naar believen kunnen worden opgeroepen.
- Systeembreed meldingssysteem dat snel reageert en slepen en neerzetten rechtstreeks vanuit meldingen ondersteunt, geschiedenisweergave en een modus Niet storen.
- Centrale locatie om het afspelen van media in geopende apps, de telefoon (met KDE Connect geïnstalleerd) of de webbrowser (met Plasma Browser Integration geïnstalleerd) te regelen
- Activiteiten, waarmee gebruikers methoden voor het gebruik van het systeem kunnen scheiden in afzonderlijke werkruimten. Elke activiteit kan zijn eigen set favoriete en recent gebruikte applicaties, wallpapers, "virtuele desktops", panelen, vensterstijlen en lay-outconfiguraties hebben.
- Versleutelde kluizen voor het opslaan van gevoelige gegevens.
- Nachtkleur, die de schermkleuren naar een warmere kleurtemperatuur veranderd. 's Nachts, automatisch, of op door de gebruiker opgegeven tijden, of handmatig. Ook uitschakelbaar.
- Stijlen voor pictogrammen, cursors, toepassingskleuren, gebruikersinterface-elementen, opstartschermen en meer kunnen worden gewijzigd, waarbij nieuwe stijlen die door anderen zijn gemaakt, kunnen worden gedownload vanuit de toepassing Systeeminstellingen. Met globale thema's kan de hele look-and-feel van het systeem met één klik worden gewijzigd.
- Met sessiebeheer kunnen apps die actief waren toen het systeem werd afgesloten, automatisch opnieuw worden opgestart in dezelfde staat waarin ze zich bij het afsluiten bevonden.

## Uitgaven
De bedoeling is om nieuwe versies elke vier maanden uit te brengen en bugfixen in de tussenliggende maanden.

## Galerij

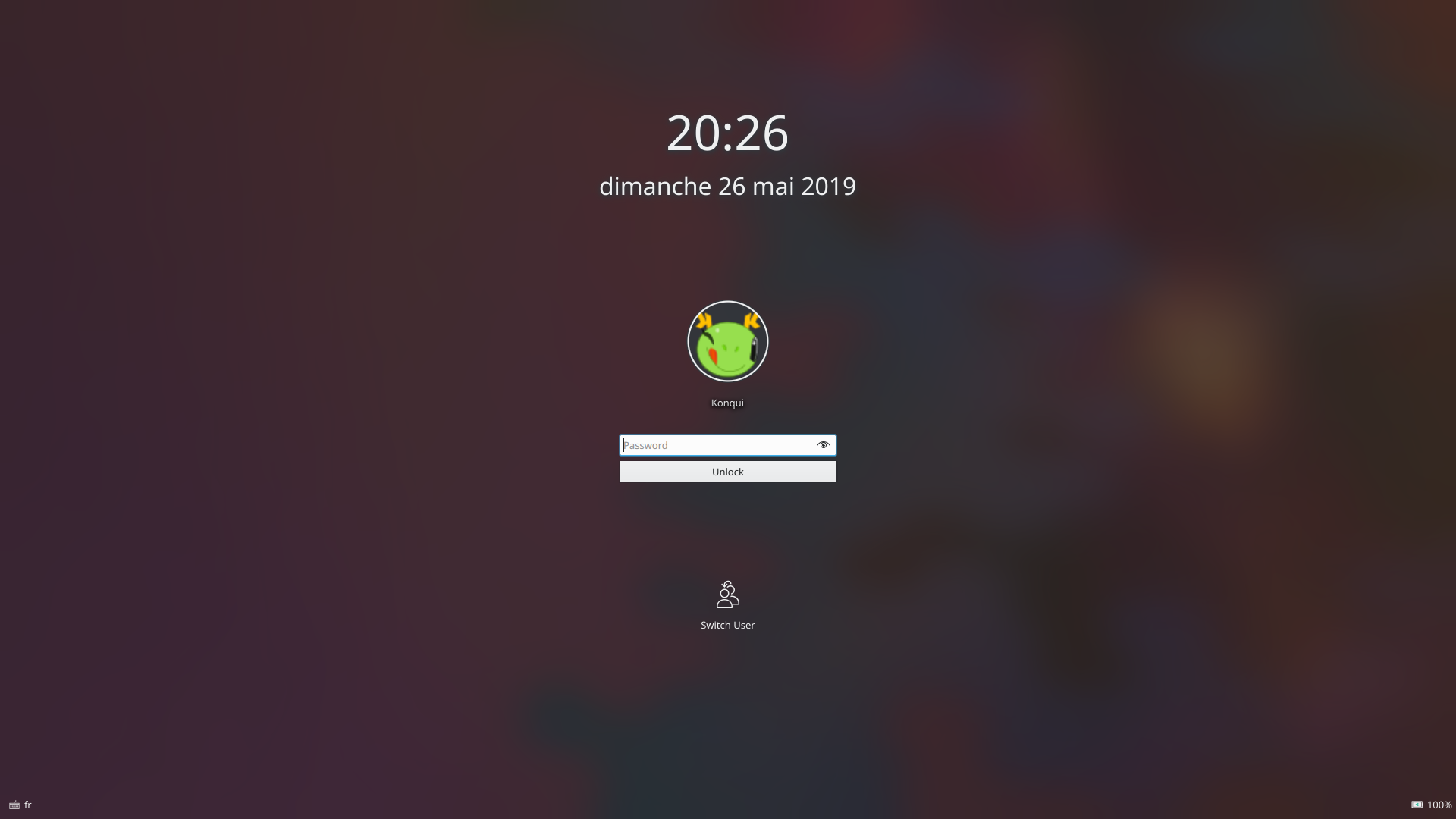
Standaard vergrendelscherm van Plasma 5
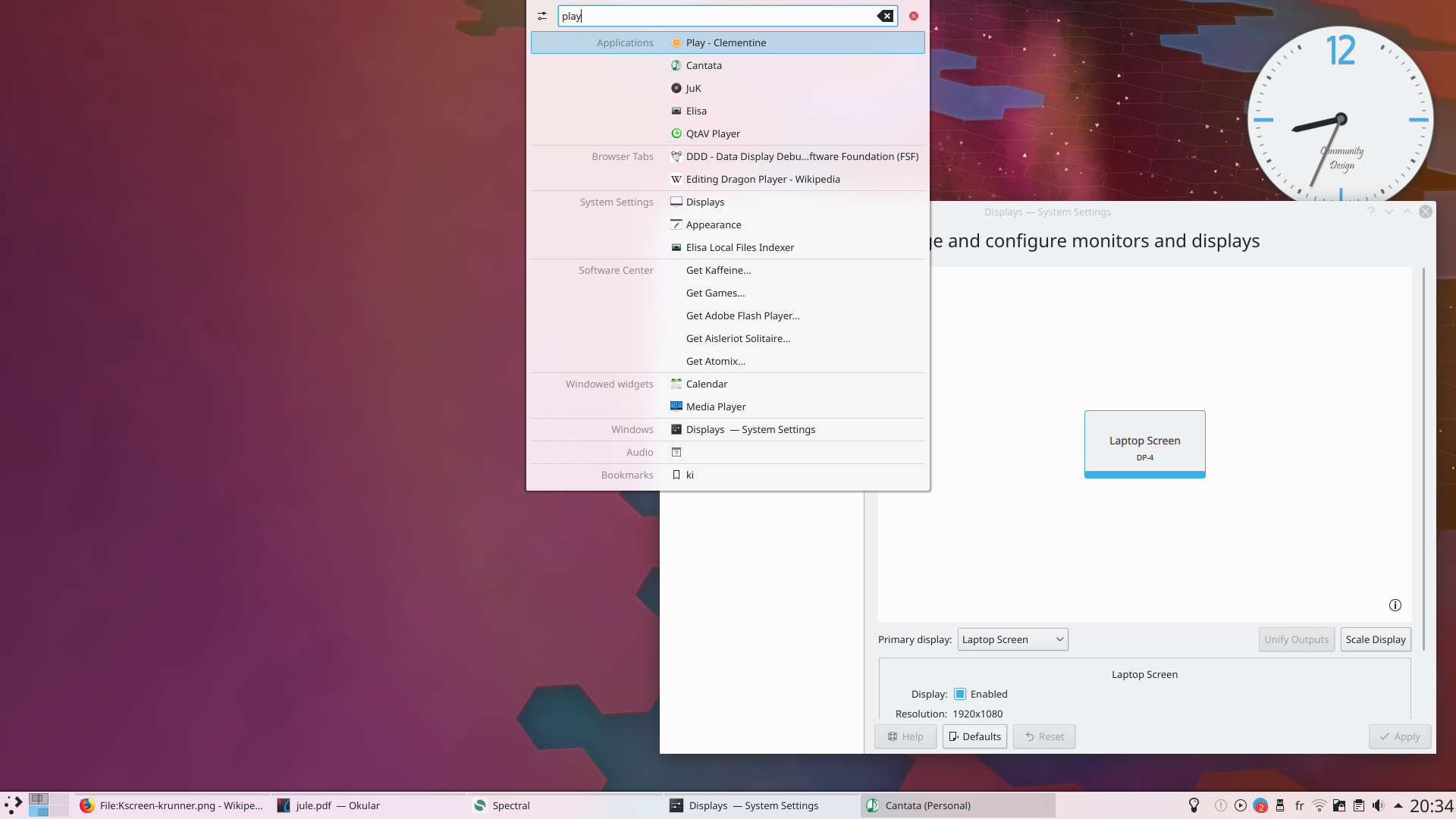
Plasma 5 toont KRunner en beeldschermbeheer
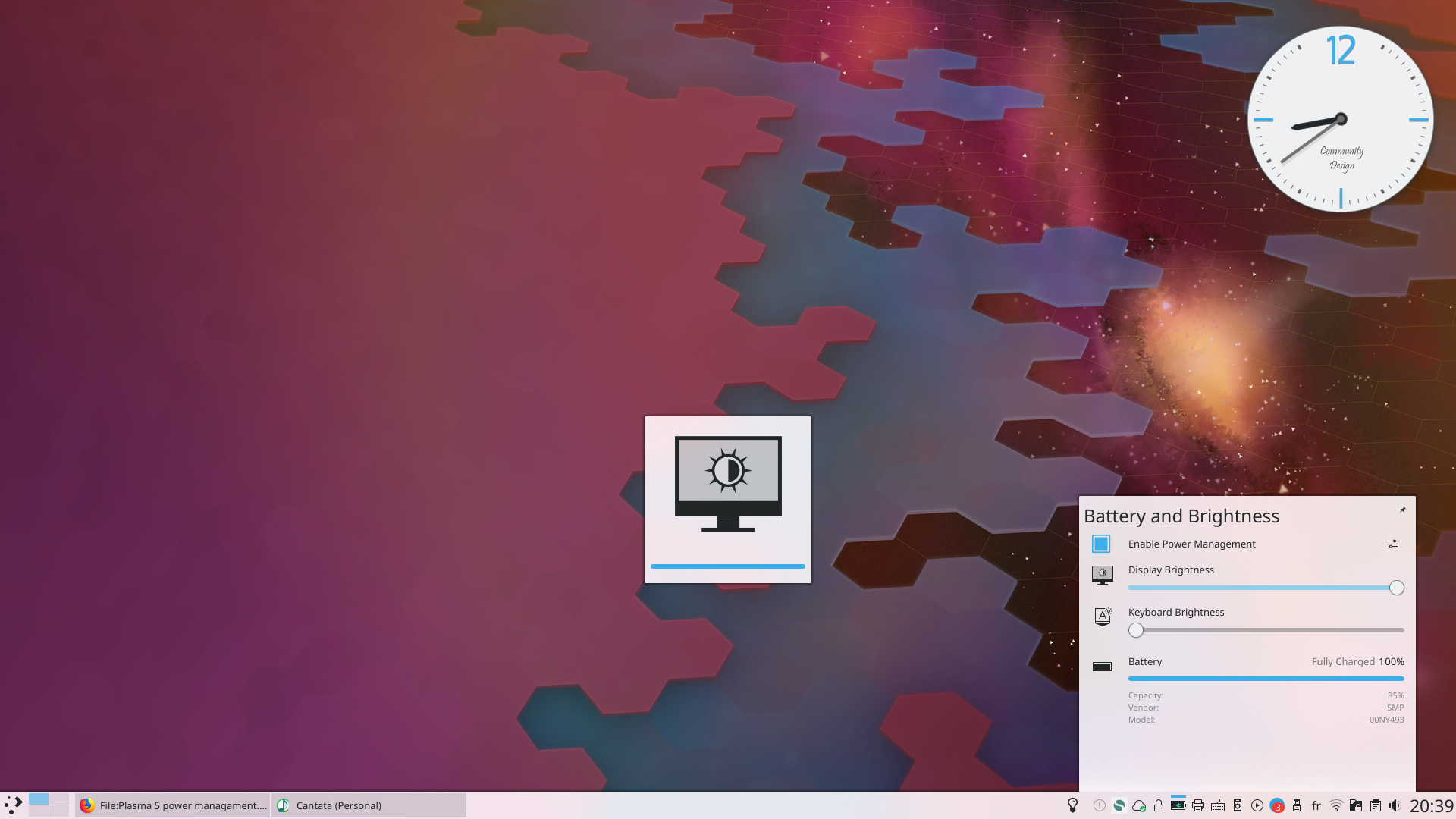
Energiebeheer en OSD voor toetsenbordhelderheid
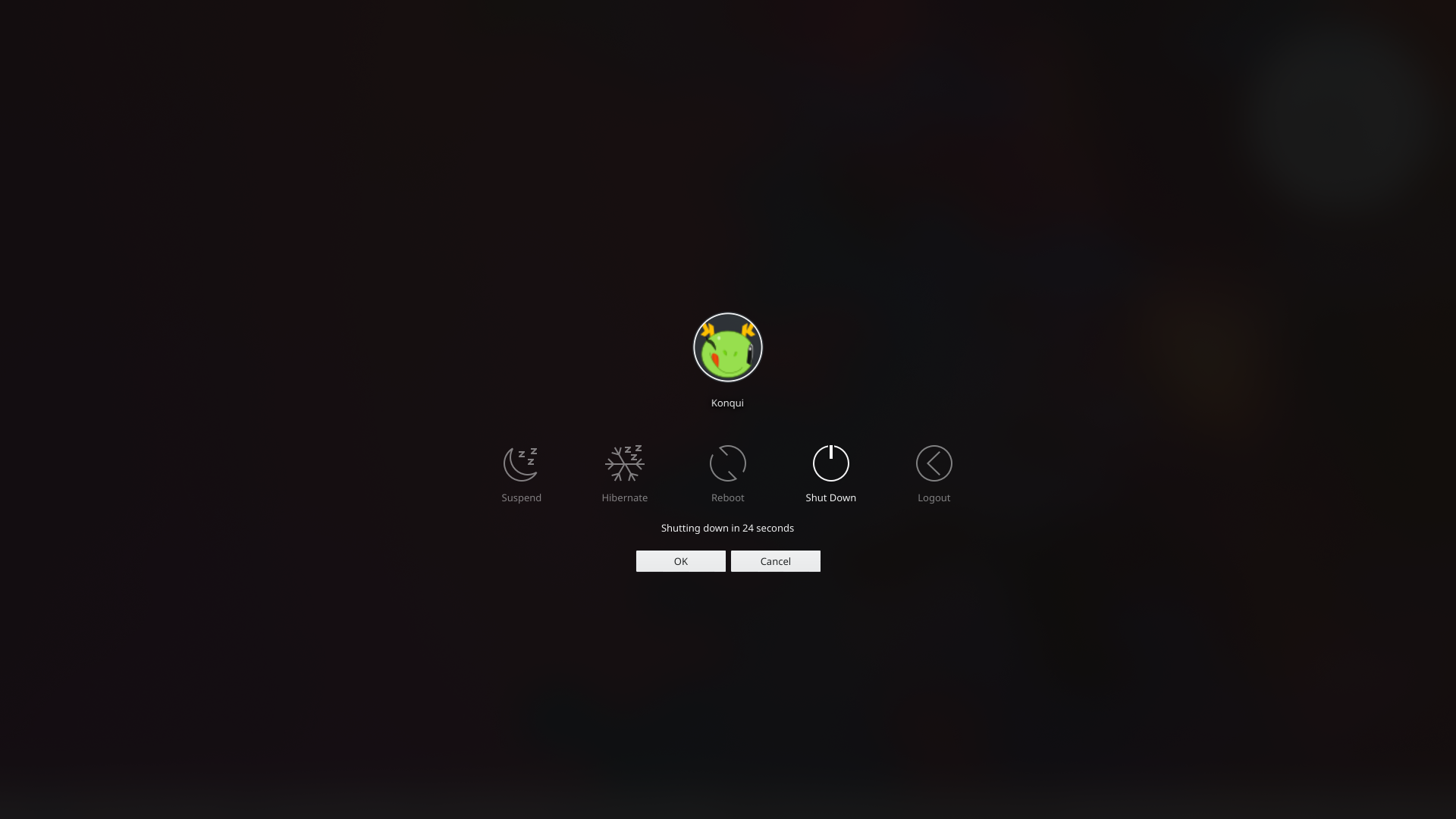
Afsluitscherm van Plasma 5
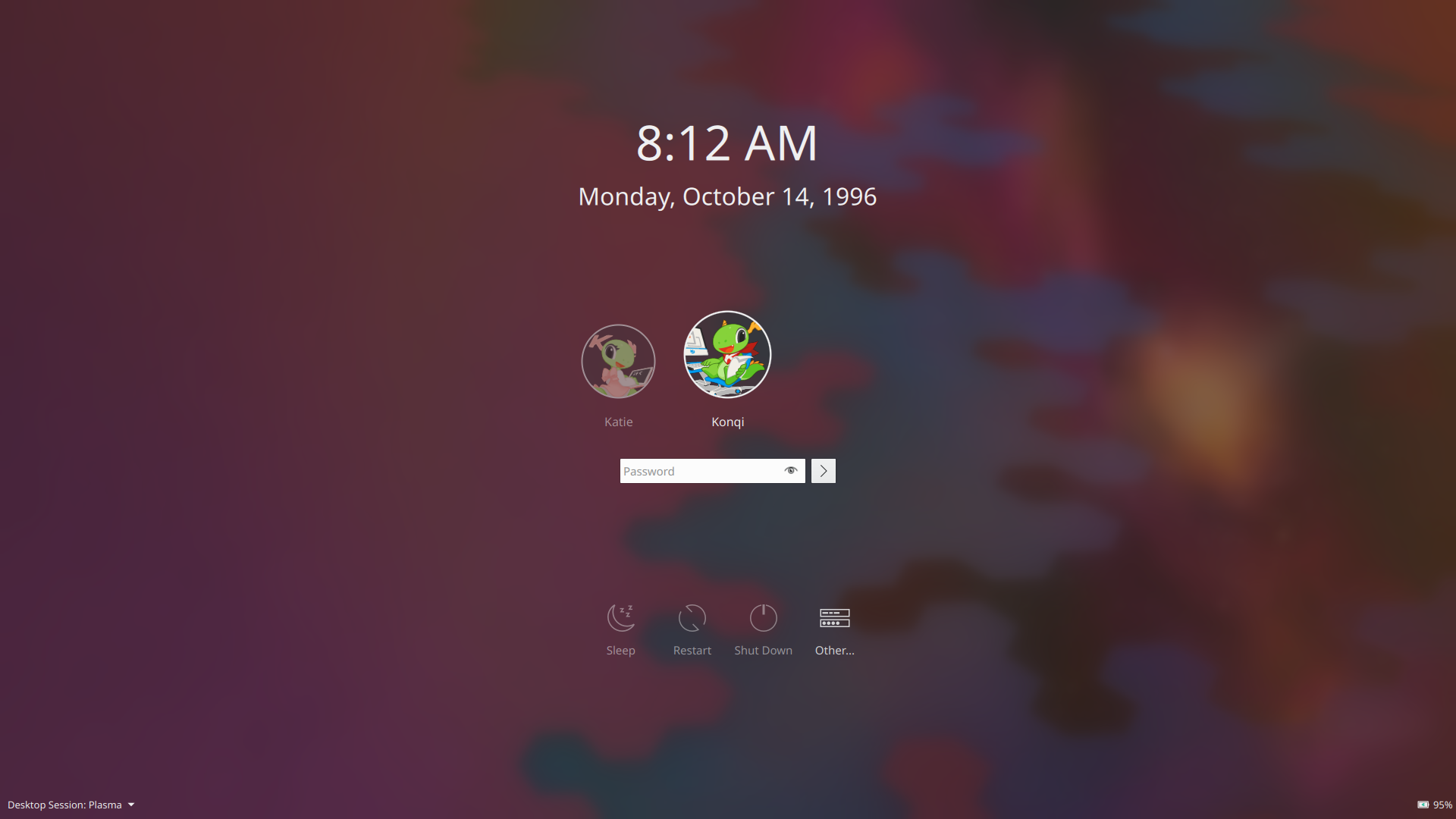
Inlogscherm van Plasma 5
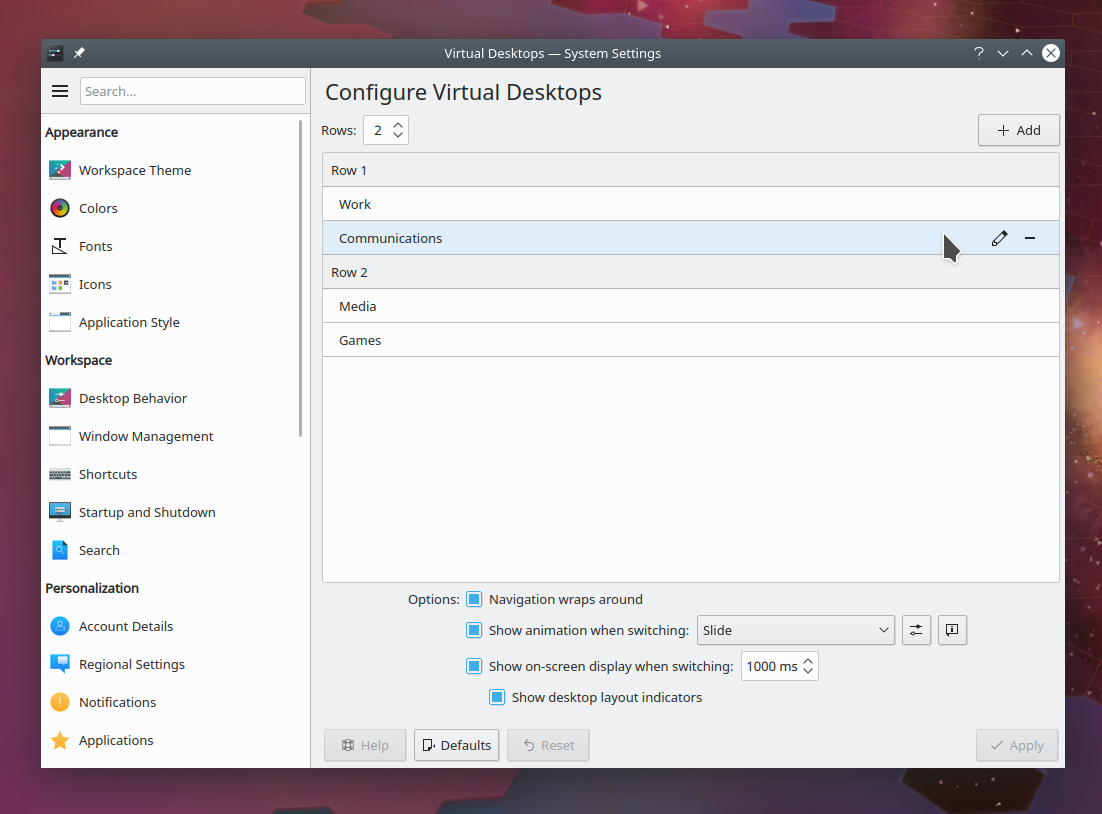
Instellingen plasmasysteem